# Esperança Nova
Esperança Nova est une municipalité brésilienne située dans l'État du Paraná.